# Gillis Grafström
Gillis Emanuel Grafström, född 7 juni 1893 i Stockholm, död 14 april 1938 i Potsdam, var en svensk konståkare. Han tog bland annat tre olympiska guldmedaljer, något han är ensam om bland manliga skridskoåkare. Grafström uppfann piruetten som är uppkallad efter honom, samt ”the flying sit spin”. Han var också den förste åkare som utförde Axel Paulsen-hoppet utan anmärkning.

## Biografi
Gillis Grafström tävlade för Stockholms ASK, där han första gången deltog 1907. 1909 vann han Skolungdomens juniorklass och 1911 även seniorklassen. Vid SM i konståkning 1912 kom han tvåa – åren 1917–1919 stod han dock som svensk mästare. 1917 vann han även Nordiska spelen och 1920 Nordiska mästerskapen.
Han bodde under en tid på Kurön där han övade på Mälarisen.
Gillis Grafström är än idag den ende manlige konståkare som vunnit tre OS-guld – 1920, 1924 och 1928. Dessutom tog han silver vid OS 1932 (trots att han under tävlingen krockade med en fotograf) och tre VM-guld. Han räknas ibland som den bäste skridskoåkaren någonsin på det obligatoriska momentet, där han visade en stor konstnärlighet i skapandet av åttor, blommor och andra mönster på isen. Han fungerade senare i karriären som tränare åt bland andra Sonja Henie.
Grafström var även arkitekt, utbildad på Technische Hochschule i Berlin där han tog examen 1918. Han var verksam som inredningsarkitekt i London i början av 1920-talet. Gillis Grafström flyttade därefter sin verksamhet till Tyskland och var, från 1925 fram till sin död 1938, bosatt i Potsdam. I staden finns en gata uppkallad efter honom – Gillis-Grafström-Strasse.

## Familj
Gillis Grafström var son till inspektor Klas August Grafström och dennes hustru Anna Charlotta Börjesson. Han var bror till arkitekten Nils Grafström. Den 9 februari 1938 gifte Grafström sig med änkefru Cécile Oppenheim (1898–1995). Hon var född som Cécile von Mendelssohn-Bartholdy och sonsons dotter till kompositören Felix Mendelssohn-Bartholdy.
Drygt två månader efter bröllopet avled dock Gillis Grafström. Enligt vissa uppgifter berodde det på hjärtmuskelinflammation, enligt andra på blodförgiftning.
Grafströms änka förde vidare Grafströms samlarintresse för grafik, målningar och skulpturer med konståkning som motiv.

## Meriter
OS-medaljer:
- 1920 – guld
- 1924 – guld
- 1928 – guld
- 1932 – silver

VM-medaljer:
- 1922 – guld
- 1924 – guld
- 1929 – guld

Dessutom deltog Grafström i VM 1914, där han placerade sig som sjua.
- 1929 - Svenska Dagbladets guldmedalj